# Estela De Castro
Estela García de Castro (Madrid, 1978) es una fotógrafa española especializada en retratos. Ha sido ponente en festivales de fotografía además de haber impartido numerosos talleres de retrato a nivel nacional. En 2019 realizó los Retratos Oficiales de SS.MM. los Reyes de España y la Princesa de Asturias y la Infanta Sofía de Borbón.

## Biografía
De Castro decidió con 15 años estudiar fotografía profesional en la escuela Look de Madrid. Después comenzó a trabajar como ayudante de fotógrafo durante un año en los estudios Ciclorama de Madrid. Se especializó en retratos realizando distintos cursos y talleres, y en 2014 se unió al equipo de formación de la Escuela de Fotografía Efti, la Escuela de Artes Visuales Lens y el Centro Universitario de Artes TAI de Madrid.
Ha publicado su trabajo en revistas tanto nacionales como internacionales y colaborado en revistas como Forbes y Tapas o Esquirre además de realizar portadas de libros para el grupo Planeta. Sus obras se pueden encontrar en la colección del Ministerio de Cultura, en el Centro de Arte Dos de Mayo CA2M, Fundación ENAIRE, Asamblea de Madrid, COEM y en diversas colecciones privadas. En 2021 su trayectoria como fotógrafa se recogió en el documental de La 2 "Detrás del Instante".

## Trayectoria profesional

#### Proyecto de fotógrafos y fotógrafas
En 2011 comienza a retratar a maestros y maestras de la fotografía española como Eduardo Momeñe, Leopoldo Pomés, Chema Madoz y Valentín Vallhonrat, Carmen García de Ferrando y retratos de mujeres más jóvenes como Cristina de Middel, Lurdes R. Basolí, Ana Palacios, Paula Anta, y Judith Prat.
Este trabajo se expuso en La Tabacalera, en el marco de la sección oficial de PHotoEspaña 2014, en el Centro Andaluz de la Fotografía de Almería, el Festival Revela-t de Barcelona y el Festival Granada Eclipsa. 

#### Proyecto de ‘Zoocosis’
Entre 2017 y 2019 retrató animales dentro de los zoológicos para denunciar el maltrato de animales. Este trabajo se pudo ver en espacios como la Casa Encendida (Madrid), en el Centre del Carmen (Valencia), en el espacio Las Cigarreras (Alicante), en el Festival Revela-t (Barcelona) y en el espacio Est Art (Madrid). En 2021 De Castro ha recogido estas fotografías en un libro que ha publicado.

#### Proyecto “The Animals”
En 2020 con este proyecto perseguía concienciar sobre el maltrato animal retratando animales rescatados de situaciones de abandono, caza, circo, zoo, laboratorios, atropellos, criaderos, tráfico ilegal...

### Proyecto de fotografía española solidaria PHES
Como activista social se unió a este proyecto para contribuir en la problemática de la crisis migratoria recaudando fondos para ayudar a personas que huyen de sus países y a los animales atrapados dentro de la guerra civil Siria. PHES ha logrado organizar ya dos ediciones de la exposición y subastas que han tenido lugar en el Centro Universitario de Artes TAI de Madrid.
En 2018 De Castro se sirvió de la fotografía como herramienta para dar voz a 100 personas desplazadas de sus hogares de 17 nacionalidades diferentes. Las expuso en el Festival Revela-t (Barcelona), Bienal Foto Úbeda (Jaén), en el CAF (Almería), en la Escuela de Artes Visuales Lens (Madrid) y en el espacio Banco Editorial (Madrid).

### Proyecto "Resiliencia"
En 2020 con este proyecto ha participado junto a otros 42 fotógrafos y fotógrafas en el proyecto impulsado por Eduardo Nave “Tiempo Detenido”. Nave ha elegido distintos trabajos de autores  
que exploraban la experiencia del confinamiento reunidos en categorías como la Ausencia, la Urgencia, La Espera o la Ensoñación.

### Proyecto "Mi hermano"
En 2020 De Castro emprendió su primer proyecto fotográfico personal en el que su hermano Luis, que sufre el síndrome de Lennox-Gastaut, fue protagonista.

## Premios y reconocimientos
- En 2012 obtuvo una de las Becas del Seminario de Fotografía y Periodismo de Albarracín por el proyecto de fotógrafos y fotógrafas.[2]
- En 2021 recibe el segundo premio de la Fundación ENAIRE por su retrato de Ares [14] y su libro “Zoocosis” editado por Banco Editorial es seleccionado por PhotoEspaña.